# Joaquín de Osma

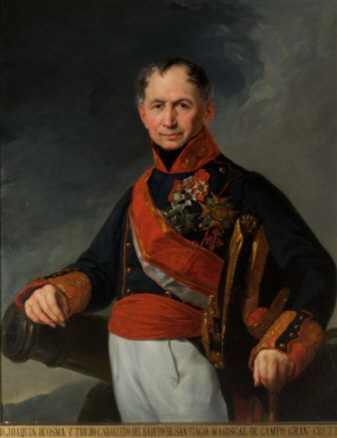
Vicente López: Retrato de Don Joaquín de Osma y Tricio, Segovia, Academia de Artillería

Joaquín de Osma y Tricio (Nalda, La Rioja, 24 de octubre de 1772-Alcalá de Henares, Madrid, 11 de abril de 1835) fue un militar español.

## Biografía
Luchó primero en las guerras contra la república francesa (1793-1795), en la de Portugal (1801) y en la guerra de Independencia.
Ascendió a coronel el 1 de mayo de 1813 y a brigadier de ejército en mayo de 1815, siendo nombrado mayor general de Artillería en el ejército de observación de los Pirineos, en 1815, comandante de Artillería de San Sebastián, entre 1817 y 1822, y comandante general de Artillería, entre 1822 y 1823.
Jefe de escuela del 5.º Departamento en enero de 1829, ascendió a mariscal de campo en octubre de 1830. Comandante general del ejército del Norte en 1834, se incorporó a principios de 1835 al colegio de Alcalá como capitán primero y director nato del mismo. Era caballero de Santiago y poseía las grandes cruces de San Hermenegildo y San Fernando.
Escribió varios libros, entre ellos Observaciones sobre el libelo.